# Lindevang (métro de Copenhague)
Lindevang est une station des lignes 1 et 2 du métro de Copenhague située sur la commune de Frederiksberg.

## Situation
Lindevang est desservie par les lignes 1 et 2 du métro de Copenhague. Cette station aérienne se trouve entre Fasanvej et Flintholm.

## Histoire
Entre 1934 et 1998, la gare de Lindevang était desservie par une ligne de trains de banlieue. La gare a été réutilisée et transformée pour permettre l'arrivée du métro en remplacement des trains de la ligne F du S-tog. 
La station de métro Lindevang a ouvert au public le 12 octobre 2003 à l'occasion de la mise en service du prolongement nord des lignes 1 et 2 du métro de Copenhague.

## À proximité
- Lindevangsparken : parc public
- Copenhagen Business School : école de commerce de Copenhague